# Brigitte Helm
Brigitte Eva Gisela Schittenhelm (Berlijn, 17 maart 1906 - Ascona (Ticino, Zwitserland), 11 juni 1996)) was een Duitse actrice. Haar bekendste rol was die van Maria in Fritz Langs' stomme film Metropolis uit 1927.
Na Metropolis, die de tweede film was waarin ze te zien was, speelde ze nog in dertig andere films mee waaronder ook gesproken films. Zo verscheen ze in Die Liebe der Jeanne Ney (1927), Alraune (1928), Gloria (1931), The Blue Danube (1932) en Gold (1934).
In 1935 verhuisde ze naar Zwitserland. Ze was bang geworden voor de groeiende nazi-invloed in de Duitse filmindustrie. Met haar tweede echtgenoot, de industrieel Hugo Kunheim, kreeg ze vier kinderen. Ze hield het acteren voor gezien in 1936. Daarna weigerde ze elk interview over haar carrière.

## Filmografie (selectie)

### Stomme films
- 1927: Metropolis
- 1927: Am Rande der Welt
- 1927: Die Liebe der Jeanne Ney
- 1928: Alraune
- 1928: Die Yacht der sieben Sünden
- 1928: L'Argent
- 1928: Abwege
- 1928: Autour de l'argent (documentaire film)
- 1929: Manolescu - Der König der Hochstapler
- 1929: Skandal in Baden-Baden
- 1929: Die Wunderbare Lüge der Nina Petrowna
- 1929: Manolescu
- 1933: Adieu les Beaux Jours

### Geluidsfilms
- 1930: Die singende Stadt
- 1930: Alraune
- 1931: Im Geheimdienst
- 1931: Gloria
- 1932: The Blue Danube
- 1932: Die Gräfin von Monte-Christo
- 1932: Die Herrin von Atlantis
- 1932: Eine von uns
- 1932: Hochzeitsreise zu dritt
- 1933: Der Läufer von Marathon
- 1933: Spione am Werk
- 1933: L'Étoile de Valencia
- 1933: Die schönen Tage von Aranjuez
- 1933: Inge und die Millionen
- 1934: Gold
- 1934: Die Insel
- 1934: Vers l'abîme
- 1934: Fürst Woronzeff
- 1935: Ein idealer Gatte
- 1958: Das gab's nur einmal (compilatiefilm)
- 1978: Wie im Traum (korte film)